# James Holmes-Siedle
James Holmes-Siedle MAfr (* 1. November 1910 in Penarth, Vereinigtes Königreich Großbritannien und Irland; † 22. Mai 1995 in Hammersmith, London) war ein britischer Ordensgeistlicher und römisch-katholischer Bischof von Kigoma.

## Leben
James Holmes-Siedle besuchte von 1920 bis 1927 das St. Joseph’s College in London. Anschließend trat er der Ordensgemeinschaft der Weißen Väter bei und studierte Philosophie am ordenseigenen Priesterseminar in Belgien. Ab 1929 studierte er Katholische Theologie am Priesterseminar der Weißen Väter in Maison-Carrée in Algerien. Holmes-Siedle legte am 21. Juni 1934 die Profess ab und empfing am 29. Juni 1935 in Karthago das Sakrament der Priesterweihe. Danach wurde er als Missionar nach Tanganjika entsandt.
Am 11. Juli 1946 ernannte ihn Papst Pius XII. zum Titularbischof von Adraa und zum ersten Apostolischen Vikar von Karema. Der Bischof von Southwark, Peter Emmanuel Amigo, spendete ihm am 8. Dezember desselben Jahres die Bischofsweihe; Mitkonsekratoren waren der Bischof von Northampton, Thomas Leo Parker, und der Weihbischof in Westminster, Edward Myers.
Holmes-Siedle wurde am 25. März 1953 infolge der Erhebung des Apostolischen Vikariats Karema zum Bistum erster Bischof von Karema. Am 5. August 1958 bestellte ihn Pius XII. zum Bischof von Kigoma. James Holmes-Siedle nahm an allen vier Sitzungsperioden des Zweiten Vatikanischen Konzils teil. Am 15. Dezember 1969 nahm Papst Paul VI. das von Holmes-Siedle vorgebrachte Rücktrittsgesuch an und ernannte ihn zum Titularbischof von Árd Mór. Anschließend war er als Missionar in Uganda und Kenia tätig, bevor er 1994 nach Großbritannien zurückkehrte.